# Бассемир, Кристиан
Кристиан Бассемир (нем. Christian Bassemir, 13 марта 1956, Бад-Петерсталь, ФРГ) — немецкий хоккеист (хоккей на траве), вратарь. Серебряный призёр летних Олимпийских игр 1984 года. 

## Биография
Кристиан Бассемир родился 13 марта 1956 года в немецком посёлке Бад-Петерсталь.
На протяжении всей карьеры играл в хоккей на траве за «Гейдельберг». В 1982 году в его составе выиграл чемпионат ФРГ.
В 1984 году вошёл в состав сборной ФРГ по хоккею на траве на Олимпийских играх в Лос-Анджелесе и завоевал серебряную медаль. Играл на позиции вратаря, провёл 2 матча, пропустил 1 мяч от сборной Испании.
В 1982 году завоевал серебряную медаль на чемпионате мира в Бомбее, в 1983 году — бронзовую медаль чемпионата Европы в Амстелвене.
В индорхоккее стал чемпионом Европы в 1980 году в Цюрихе и в 1984 году в Эдинбурге.
В 1976—1985 годах провёл за сборную ФРГ 67 матчей, в том числе 52 на открытых полях, 15 в помещении.
Имеет степень доктора медицины. Работает ортопедом в Брухзале. Входит в экспертный совет Немецкого фонда спортивной помощи.